# André Michelin
André Michelin (París, Isla de Francia; 16 de enero de 1853 - Ibidem; 4 de abril de 1931) fue un emprendedor industrial francés, hermano de Édouard Michelin. 

## Biografía
En 1889 ambos hermanos perfeccionaron el neumático inflable para bicicletas, al cuál eran aficionados. Antes los neumáticos estaban hechos de caucho sólido. Los neumáticos de goma maciza tendían a proporcionar poca tracción y hacían que la conducción fuera difícil e incómoda.
También es famoso por haber creado en el año 1900 la Guía Michelin, posteriormente en 1910 lanza el famoso mapa de Francia, constituido por cuarenta y siete hojas, dobladas según el inteligente principio del acordeón. Dibujadas a escala 1/200 000, los mapas Michelin se fueron imponiendo con el avance los años debido a su precisión casi microscópica y la indicación detallada de los puntos de interés distintivas (atractivos turísticos, faros y balizas, escala de un centímetro para dos kilómetros...). Esta enterrado en el cementerio de la villa de Orcines.